# Lycodon dumerili
Lycodon dumerili är en ormart som beskrevs av Boulenger 1893. Lycodon dumerili ingår i släktet Lycodon och familjen snokar. Inga underarter finns listade i Catalogue of Life.
Arten förekommer i södra Filippinerna på öarna Mindanao, Samar, Leyte och på flera mindre öar i regionen. Den lever i låglandet och i kulliga områden upp till 800 meter över havet. Individerna vistas i tropiska skogar. Honor lägger ägg.
Intensivt skogsbruk och svedjebruk hotar beståndet. Flera exemplar dödas av människor som inte vill ha ormar nära sin bostad. Populationen och utbredningsområdet är däremot stora. IUCN kategoriserar arten globalt som livskraftig.